# Flaro
Flaro Sibiu (fosta fabrică Flacara Roșie din perioada de dinainte de 1989) este cel mai renumit producător de birotică și articole școlare din România, înființat în anul 1922.
Face parte din grupul RTC Holding, începând cu anul 2005.
Flaro furnizează și servicii pentru clienți din industria auto, electronică și electrotehnică, folosind următoarele tehnologii: prelucrări mase plastice (piese realizate prin injecție și presare), prelucrări metalice (piese metalice obtinute prin ștanțări și îndoiri), acoperiri galvanice; prelucrări mecanice prin strunjire, frezare, rectificare precum și închiriere de forță de muncă, logistică și operațiuni vamale.
Cifra de afaceri :
- 2006: 9 milioane euro[3]
- 2005: 6 milioane euro[1]